# 대사조절분석
대사조절분석(代謝調節分析, 영어: metabolic control analysis, MCA)은 물질대사, 신호전달 및 유전자 조절 네트워크를 설명하기 위한 수학적 프레임워크이다. 대사조절분석은 플럭스 및 화학종의 농도와 같은 변수가 네트워크 매개 변수에 어떻게 의존하는지를 정량화한다. 특히 조절 계수라고 하는 네트워크 의존적 속성이 탄성이라는 로컬 속성에 어떻게 의존하는 지를 설명할 수 있다.

## 같이 보기
- 물질대사
- 유전자 조절 네트워크